# Хабль
Хабль (также Хабли) — хутор в Абинском районе Краснодарского края России. Входит в состав Холмского сельского поселения. «Хьабл» в переводе с адыгейского языка означает «аул» или «квартал». 

## География
Географическое положение
Расположен в южной части Приазово-Кубанской равнины, в южно-предгорной зоне, на реке Хабль, в 12 км на северо-запад от административного центра поселения станицы Холмской.
Уличная сеть
- пер. Южный,
- ул. Западная,
- ул. Колхозная,
- ул. Первомайская,
- ул. Труда,
- ул. Центральная,
- ул. Южная[6].

Климат
умеренно континентальный, без резких колебаний суточных и месячных температур. Продолжительность периода с температурой выше 0° С достигает 9-10 месяцев, из них половина — 4-5 месяцев — лето. Среднегодовая температура около +11°, постепенно нарастая от 15° в мае до 30° в августе. Годовая сумма осадков достигает 800 мм..

## История
Возможно, название дано по реке Хабль, на которой стоит хутор.
Согласно Закону Краснодарского края от 5 мая 2004 года N № 700-КЗ населённый пункт вошёл в образованное муниципальное образование Холмское сельское поселение.

## Население
| 2002 | 2010 |
| ---- | ---- |
| 36   | ↘31  |